# Kashmir (band)
 For alternative betydninger, se Kashmir (flertydig). (Se også artikler, som begynder med Kashmir)
Kashmir er et dansk rockband fra København, som blev dannet af Kasper Eistrup, Mads Tunebjerg og Asger Techau på Kastanievej Efterskole på Frederiksberg i 1991. I 2001 tilsluttede svenskfødte Henrik Lindstrand sig bandet. Kashmir har siden debutalbummet Travelogue fra 1994 udgivet i alt syv studiealbum; senest E.A.R, der blev udgivet den 18. marts 2013.
Gruppen er opkaldt efter Led Zeppelins sang af samme navn.

## Historie

### TravelogueogCruzential(1991–98)
Kashmir blev dannet på Kastanievej Efterskole, København i foråret 1991. Ved DM i Rock i 1993 blev gruppen placeret som nummer to, efter Dizzy Mizz Lizzy. Samme år blev de spottet af pladeselskabsmanden og producer Poul Martin Bonde. Året senere, i 1994, udkom debutalbummet Travelogue på Poul Martin Bondes pladeselskab Start, der senere blev opkøbt af Sony Music. Albummet bar præg af en bastardlignende lyd påvirket af mange forskellige inspirationskilder; dels havde 60'ernes og 70'ernes psykedeliske rock en væsentlig indflydelse, men senere også for perioden aktuelle bands som fx Pixies, Primus samt Nirvana's grungelyd.

### The Good Life ogZitilites(1999–2004)
Med tiden udviklede bandet en mere nedtonet, drømmende lyd, som det kom til udtryk på bl.a. succesalbummet The Good Life fra 1999. Dette album blev produceret af bandet selv sammen med den danske producer Joshua og til dels producer James Guthrie (Pink Floyd, Roger Waters mfl.). Efterfølgende turnerede Kashmir med keyboardspiller og guitarist Henrik Lindstrand som nyt livemedlem. Lindstrand blev i 2000 officielt medlem af bandet. Ved Dansk Grammy i 2000 belønnede musikbranchen bandet med hele seks Grammy'er, bl.a. for Årets danske album og Årets danske gruppe. The Good Life bragte også bandet på turneer i Skandinavien og det øvrige Europa, hvor albummet var blevet udgivet af det tysk/hollandske selskab Double T, et underselskab til Sony Music. Dette selskab udgav Kashmir i Tyskland, Holland, Frankrig og Belgien, hvor de øvrige europæiske lande var varetaget af Sony Music. Kashmir nåede fine pladesalg i Skandinavien, Tyskland, Østrig, Schweiz og Belgien, men primært i Holland hvor bandet opnåede et stort AirPlay på de største Hollandske radioer. Dette betød også at bandet i højere grad kunne spille for udsolgte huse rundt omkring i Europa på både spillesteder og velbesøgte koncerter på de store europæiske festivaler som Pink Pop, Lowlands, Hurricane, Rock am Ring og Rock im Park. Dette blev begyndelsen på det internationale gennembrud, som for Kashmir kulminerede med albummet Zitilites
Det fjerde studiealbum Zitilites, fra 2003 blev indspillet og produceret af bandet selv i Sun Studios samt i deres eget studie, Petite Machine i København imellem 2001 og 2003. Zitilites blev en lang eksperimenterende proces, hvor bandet lærte at arbejde som et producer-firkløver. Albummet blev færdiggjort med vokalarbejde og overdubs og herpå mixet i Cornwall, England i samarbejde med John Cornfield (Oasis, Supergrass m.fl.). Albummet blev mastereret hos Metropolis i London. Under indspilningen af Zitilites fulgte filminstruktør Kasper Torsting bandet fra start til slut, hvilket resulterede i den prisbelønnede film Rocket Brothers. Albummet blev belønnet med 4 Danish Music Awards i 2004 for Årets Rockudgivelse, Årets Danske Gruppe, Årets video for Rocket Brothers (Anders Morgenthaler og Simon Bukhave) samt årets danske album cover.

### No Balance PalaceogTrespassers(2005–11)
I oktober 2005 udkom bandets femte album No Balance Palace. Albummet blev indspillet fra marts til april i København i samarbejde med producer Tony Visconti. Det blev senere mixet af Tony Visconti i New York City. På albummet medvirker David Bowie og Lou Reed, der reciterer et digt skrevet af Kasper Eistrup. Albummet indbragte gruppen en platinplade.
Den 13. november 2009 udgav Kashmir singlen "Mouthful of Wasps" på bandets hjemmeside. Singlen var forløberen til gruppens sjette studiealbum, Trespassers, der blev udgivet den 1. februar 2010. Albummet er produceret sammen med Andy Wallace og John O'Mahony, og indspillet i bl.a. Jimi Hendrix' legendariske studie Electric Lady i New York.
Kashmir udgav sit første opsamlingsalbum, Katalogue 1991–2011 den 11. november 2011, der opsummerede bandets 20 år lange karriere. Udgivelsen indeholdt sange fra bandets seks studiealbum i omvendt kronologisk rækkefølge, samt numre der hidtil kun havde været svært tilgængelige.

### E.A.R(2013–2014)
Den 3. januar 2012 mødtes Kashmir i bandets SortHus-studie i København. Efter at have kortlagt dets foreløbige rejse med opsamlingsalbummet Katalogue ønskede Kashmir at lave en plade, hvor musikken blev mere instinktiv.
Bandet besluttede, at albummet skulle indeholde 12 sange, alle optaget på 12 spor med et maksimum af 12 instrumenter. Arbejdstitlen var Piece 12, og i begyndelsen virkede det strenge dogme helt efter planen. Elimineringen af muligheder satte arbejdstempoet op fra starten og efter en række bandsessions over vinteren, splittede bandet op i 2-3 mands hold og arbejdede derefter skiftevis i studiet. Skitser, lydfragmenter og ideer blev alle samlet i en fælles database som bandmedlemmerne på skift arbejde videre på. I takt med at det organiserede kaos tiltog i styrke, afgik loven om 12 ved døden og langsomt tog et nyt Kashmir-album form.
I oktober 2012 tog Kashmir til Fyn, hvor det etablerede et mobilstudie i et gæstehus på Rubjerg Gods. Med sig havde bandet Mads Nørgaard, bandets lydmand, gennem adskillige år. Nørgaard stod for mixingen af albummet, og var i stand til at glide ind i processen uden at ændre arbejdets grundlæggende stemning. I København var ideer blevet optaget i det øjeblik de opstod – før nysgerrigheden kunne tabe til jagten på perfektion. Nu afgjorde de samme instinkter om ideerne skulle leve, dø eller genindspilles. Resultatet var Kashmirs syvende album E.A.R, der udkom 18. marts 2013.
I juni 2014 annoncerede Kashmir, at de ville holde pause på ubestemt tid. I oktober 2014 udgav forlaget Hørdum & Engelbrecht med bandets tilladelse bogen Kashmir Logue Book. En visuel biografi om bandet med billeder og illustrationer.

### Reunion 2019/2020
Den 1. oktober 2019 annoncerede Kashmir, at de ville samles bandet og spille til tre koncerter i løbet af 2020 - én i Jyske Bank Boxen i Herning og to i Royal Arena i København. Siden blev et par festivaler - Tinderbox og Northside - tilføjet. Men det hele måtte udskydes til 2021 på grund af den verdensomspændende Covid-19 pandemi.
Genforeningen kom på tale, efter at forsanger Kasper Eistrup optrådte med et par Kashmir-sange i forbindelse med Smukfests 40 års jubilæum og efterfølgende fortalte i et interview, at han savnede at spille. Den følelse var gengældt hos resten af bandets medlemmer.

## Medlemmer
- Kasper Eistrup – sang, guitar
- Henrik Lindstrand – keyboards, guitar (2000–nu)
- Asger Techau – trommer
- Mads Tunebjerg – bas

## Hæder
Danish Music Awards
| År   | Modtager/nomineret arbejde   | Pris                        | Resultat  |
| ---- | ---------------------------- | --------------------------- | --------- |
| 2000 | The Good Life                | Årets Danske Album          | Vundet    |
| 2000 | Kashmir                      | Årets Danske Gruppe         | Vundet    |
| 2000 | The Good Life                | Årets Danske Rock Udgivelse | Vundet    |
| 2000 | Kasper Eistrup               | Årets Danske Sangskriver    | Vundet    |
| 2000 | Joshua & Kashmir for Kashmir | Årets Danske Producer       | Vundet    |
| 2005 | Kashmir                      | Årets Danske Gruppe         | Vundet    |
| 2005 | Zitilites                    | Årets Danske Rock Udgivelse | Vundet    |
| 2006 | No Balance Palace            | Årets Danske Album          | Nomineret |
| 2006 | Kashmir                      | Årets Danske Gruppe         | Nomineret |
| 2006 | Kasper Eistrup               | Årets Danske Sanger         | Nomineret |
| 2006 | No Balance Palace            | Årets Danske Rock Udgivelse | Nomineret |
| 2006 | Kasper Eistrup               | Årets Danske Sangskriver    | Nomineret |
| 2006 | "The Curse Of Being A Girl"  | Årets Danske Musikvideo     | Nomineret |
| 2010 | Trespassers                  | Årets Danske Album          | Nomineret |
| 2010 | Kashmir                      | Årets Danske Gruppe         | Nomineret |

P3 Guld
| År   | Modtager/nomineret arbejde | Pris            | Resultat  |
| ---- | -------------------------- | --------------- | --------- |
| 2003 | Zitilites                  | P3 Albummet     | Vundet    |
| 2003 | Kashmir                    | P3 Kunstneren   | Nomineret |
| 2003 | "Rocket Brothers"          | P3 Hittet       | Nomineret |
| 2003 | "Rocket Brothers"          | P3 Lytterhittet | Nomineret |
| 2004 | Kashmir                    | P3 Kunstneren   | Nomineret |
| 2005 | Kashmir                    | P3 Kunstneren   | Nomineret |
| 2010 | "Still Boy"                | P3 Lytterhittet | Nomineret |

Årets Steppeulv
| År   | Modtager/nomineret arbejde | Pris           | Resultat |
| ---- | -------------------------- | -------------- | -------- |
| 2006 | Kashmir                    | Årets Livenavn | Vundet   |

## Diskografi
Studiealbum
- Travelogue (1994)
- Cruzential (1996)
- The Good Life (1999)
- Zitilites (2003)
- No Balance Palace (2005)
- Trespassers (2010)
- E.A.R (2013)